# Жуков, Александр Дмитриевич
Алекса́ндр Дми́триевич Жу́ков (род. 1 июня 1956, Москва) — российский политик. Первый заместитель председателя Государственной думы Федерального собрания Российской Федерации VI, VII и VIII созывов. Депутат Государственной Думы I, II, III, IV, VI, VII и VIII созывов. Член фракции «Единая Россия».
Член бюро Высшего совета Всероссийской политической партии «Единая Россия». Президент Олимпийского комитета России (2010—2018). Член Международного олимпийского комитета.
Из-за вторжения России на Украину находится под персональными санкциями 27 стран Евросоюза, Великобритании, США и ряда других стран.

## Биография
Окончил среднюю школу № 444 города Москвы (с углублённым изучением математики, информатики и физики), экономический факультет Московского государственного университета им. М. В. Ломоносова (1978) по специальности экономист-математик. Затем учился на Высших экономических курсах при Госплане СССР. В 1991 году получил диплом Гарвардского университета. Специалист в области валютного, налогового и таможенного законодательства.
С 1978 года работал во ВНИИ системных исследований АН СССР.
В 1980—1991 годах — сотрудник Главного валютно-экономического управления Министерства финансов СССР: экономист, старший эксперт, главный эксперт, заместитель начальника, начальник отдела финансирования внешних экономических связей.
В 1986—1989 годах — депутат Бауманского районного совета народных депутатов.
В 1991—1993 годах — вице-президент внешнеэкономического АО «Автотрактороэкспорт».
В 1994—1995 — депутат Государственной думы России первого созыва (от Преображенского избирательного округа Москвы, избран как представитель избирательного объединения «Достоинство и милосердие», поддержан избирательным объединением «Выбор России»), член Комитета по бюджету, налогам, банкам и финансам, председатель подкомитета по валютному регулированию, внешнему долгу, драгоценным металлам и камням. Был членом и заместителем председателя депутатской группы «Либерально-демократический союз 12 декабря».
В феврале 1995 был избран в координационный совет движения «Вперёд, Россия!» (лидер — Борис Фёдоров) и председателем Московской региональной организации движения, а затем — в бюро координационного совета движения «Вперёд, Россия!».
В 1996—1999 годах — депутат Государственной думы России второго созыва (от Преображенского избирательного округа Москвы, избран как представитель избирательного объединения «Вперёд, Россия!»), заместитель председателя, исполняющий обязанности председателя, председатель Комитета по бюджету, налогам, банкам и финансам. Был членом депутатской группы «Российские регионы».
В период с 1998 года по 2003 год был также: членом наблюдательного совета Сбербанка, членом совета директоров Агентства по реструктуризации кредитных организаций (АРКО), членом Экономического совета при правительстве России, членом национального банковского совета Центрального банка Российской Федерации.
В 2000—2003 годах — депутат Государственной думы России третьего созыва (от Преображенского избирательного округа Москвы, был избран как представитель избирательного объединения «Отечество — Вся Россия»), председатель Комитета по бюджету и налогам, член Комиссии по государственному долгу и зарубежным активам России, сопредседатель Комиссии по рассмотрению расходов федерального бюджета, направленных на обеспечение обороны и государственной безопасности Российской Федерации. Был членом депутатской фракции «Отечество — Вся Россия».

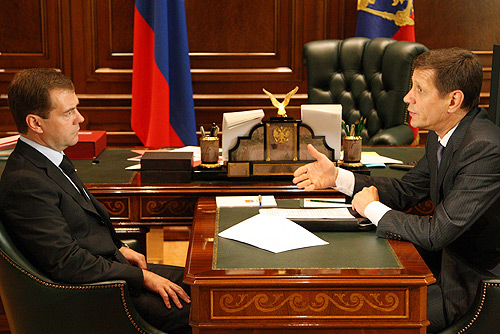
Дмитрий Медведев и Александр Жуков, 2008 год

С декабря 2003 по март 2004 — депутат Государственной думы России четвёртого созыва (от Преображенского избирательного округа Москвы, был избран как член политической партии «Единая Россия»). Первый заместитель председателя Государственной думы. Был членом депутатской фракции «Единая Россия».
С 9 марта 2004 по 20 декабря 2011 года — заместитель Председателя Правительства России. Председатель Комиссии Правительства Российской Федерации по законопроектной деятельности (с апреля 2004), Комиссии по вопросам международной гуманитарной и технической помощи при Правительстве Российской Федерации (с апреля 2004). Координатор Российской трёхсторонней комиссии по регулированию социально-трудовых отношений (с мая 2004). Председатель Попечительского совета Федерального фонда содействия развитию жилищного строительства (Фонд РЖС) (с июля 2008 г.).
На посту вице-премьера курировал работу экономического и социального блоков правительства. Является одним из организаторов монетизации льгот в 2005 году.
4 декабря 2011 года избран депутатом Госдумы РФ шестого созыва по списку «Единой России» от Калининградской области. 15 декабря взял мандат, зарегистрирован депутатом. 21 декабря 2011 года избран первым заместителем Председателя Госдумы РФ. Член комитета ГД по бюджету и налогам.

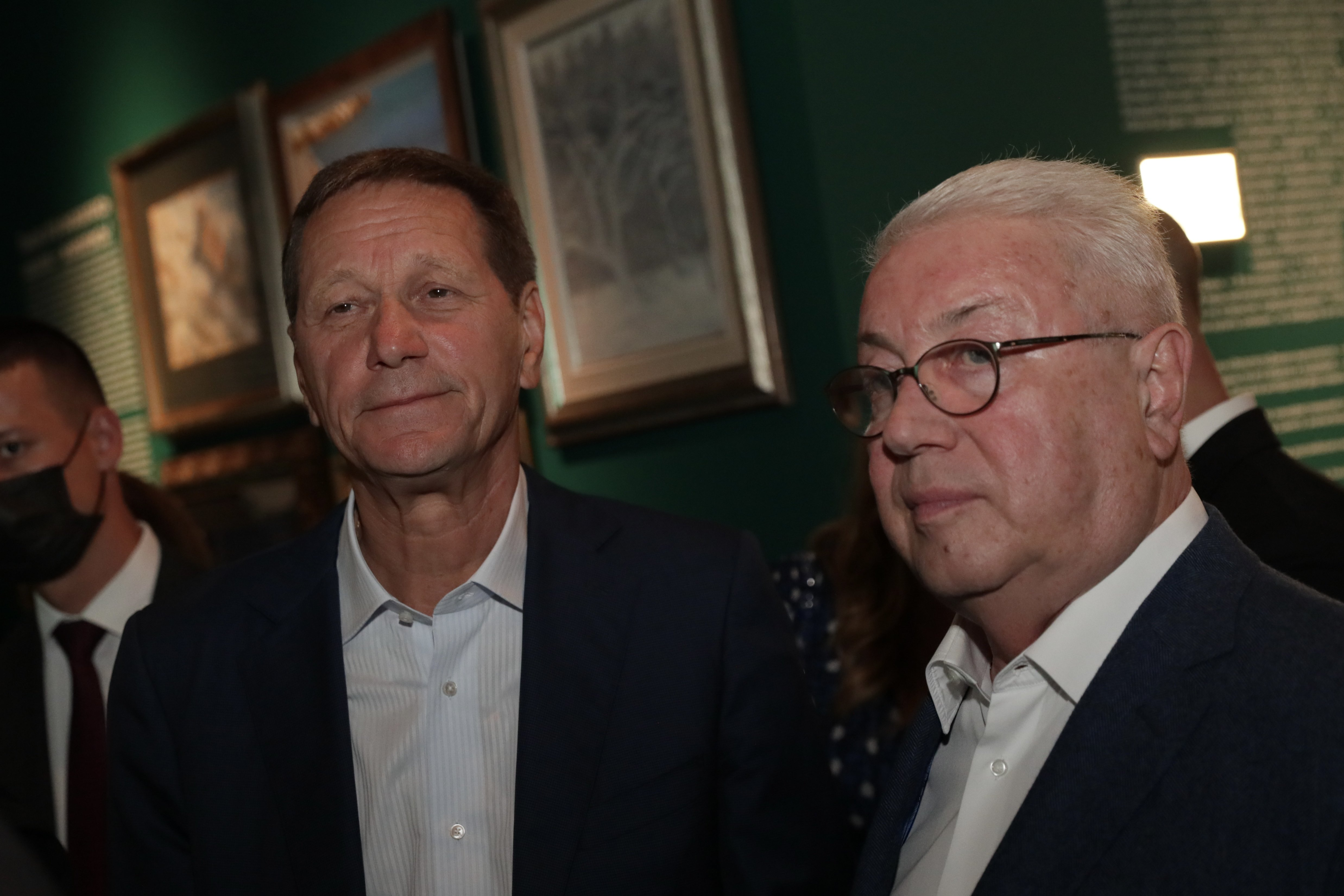
Первый заместитель Председателя ГД Александр Жуков и народный артист РСФСР Владимир Винокур на открытии выставки «Вертикаль» ко дню рождения Станислава Говорухина, 2021 год

В сентябре 2016 года избран депутатом Государственной думы VII созыва.
19 сентября 2021 года избран депутатом Государственной думы VIII созыва.
Член бюро Высшего совета политической партии «Единая Россия».

## Законотворческая деятельность
С 1995 по 2021 год, в течение исполнения полномочий депутата Государственной Думы I, II, III, IV, VI, VII и VIII созывов, выступил соавтором 112 законодательных инициатив и поправок к проектам федеральных законов.
7 февраля 2020 года внёс в Государственную Думу законопроект № 896438-7 «О проведении эксперимента по установлению специального регулирования в целях создания необходимых условий для разработки и внедрения технологий искусственного интеллекта в субъекте Российской Федерации — городе федерального значения Москве и внесении изменений в статьи 6 и 10 Федерального закона „О персональных данных“».

## Санкции
25 февраля 2022 года и в середине декабря 2022 года, на фоне вторжения России на Украину, включён в санкционный список Евросоюза «как депутат российского законодательного органа, оказывающего политическую и экономическую поддержку незаконным попыткам России аннексировать суверенную украинскую территорию путем проведения фиктивных референдумов».
11 марта 2022 года внесён в санкционный список Великобритании «за признание независимости двух сепаратистских регионов в Украине».
30 сентября 2022 года внесён в санкционный список США в ответ на «фиктивные референдумы» и «аннексию территорий Украины российскими оккупационными силами». Государственный департамент отмечает, что депутаты единогласно приняли закон о фейках, а некоторые депутаты сыграли ключевую роль в распространении российской дезинформации о войне.
23 февраля 2023 года включён в санкционный список Канады «соратников режима», так как он «голосовал за законодательство, связанное с вторжением и попыткой аннексии четырёх регионов Украины».
По аналогичным основаниям с 4 марта 2022 года находится под санкциями Швейцарии. С 4 мая 2022 года находится под санкциями Австралии. С 12 апреля 2022 года находится под санкциями Японии. Указом президента Украины Владимира Зеленского от 7 сентября 2022 находится под санкциями Украины. С 12 октября 2022 года находится под санкциями Новой Зеландии.

## Награды
- Орден «За заслуги перед Отечеством» III степени (4 мая 2011 года) — за заслуги перед государством и многолетнюю добросовестную работу[25]
- Орден «За заслуги перед Отечеством» IV степени (1 июня 2006 года) — за заслуги перед государством и многолетнюю добросовестную работу[26]
- Орден Александра Невского (24 марта 2014 года) — за большой вклад в организацию подготовки и проведения XXII Олимпийских и XI Параолимпийских зимних игр 2014 года в Сочи и обеспечение успешного выступления сборных команд России[27]
- Орден Почёта (24 апреля 2003 года) — за активную законотворческую деятельность и многолетнюю добросовестную работу[28]
- Орден Дружбы (6 августа 2007 года) — за активное участие в работе по обеспечению победы заявки города Сочи на право проведения XXII зимних Олимпийских и XI Параолимпийских игр в 2014 году[29]
- Медаль Столыпина П. А. I степени (17 декабря 2016 года) — за заслуги в законотворческой деятельности, направленной на решение стратегических задач социально-экономического развития страны[30]
- Медаль Столыпина П. А. II степени (22 декабря 2011 года) — за большой вклад в решение стратегических задач социально-экономического развития страны[31]
- Заслуженный экономист Российской Федерации (17 мая 2016 года) — за заслуги в развитии парламентаризма, значительный вклад в совершенствование законодательства Российской Федерации в сфере экономических, бюджетных отношений и банковской деятельности области экономики и многолетнюю добросовестную работу[32]
- Почётная грамота Президента Российской Федерации (4 декабря 2009 года) — за активное участие в подготовке и проведении Всероссийского форума «Россия — спортивная держава»[33]
- Благодарность Президента Российской Федерации (7 февраля 2002 года) — за плодотворную законотворческую деятельность и активное участие в разработке проекта федерального бюджета на 2002 год[34]
- Благодарность Президента Российской Федерации (12 апреля 2004 года) — за активное участие в законотворческой деятельности[35]
- Почётная грамота Правительства Российской Федерации (1 июня 2006 года) — за большой личный вклад в осуществление законопроектной деятельности и социально-экономической политики государства, многолетний и добросовестный труд[36]
- Орден святого благоверного князя Даниила Московского I степени (РПЦ, 2011 год)[37]
- Лауреат национальной премии бизнес-репутации «Дарин» Российской Академии бизнеса и предпринимательства в 2004 г.
- Юбилейная медаль «МПА СНГ. 30 лет» (16 ноября 2023 года, Межпарламентская ассамблея СНГ) — за заслуги в деле развития и укрепления парламентаризма, за вклад в развитие и совершенствование правовых основ функционирования Содружества Независимых Государств, укрепление международных связей и межпарламентского сотрудничества[38]

## Общественная деятельность

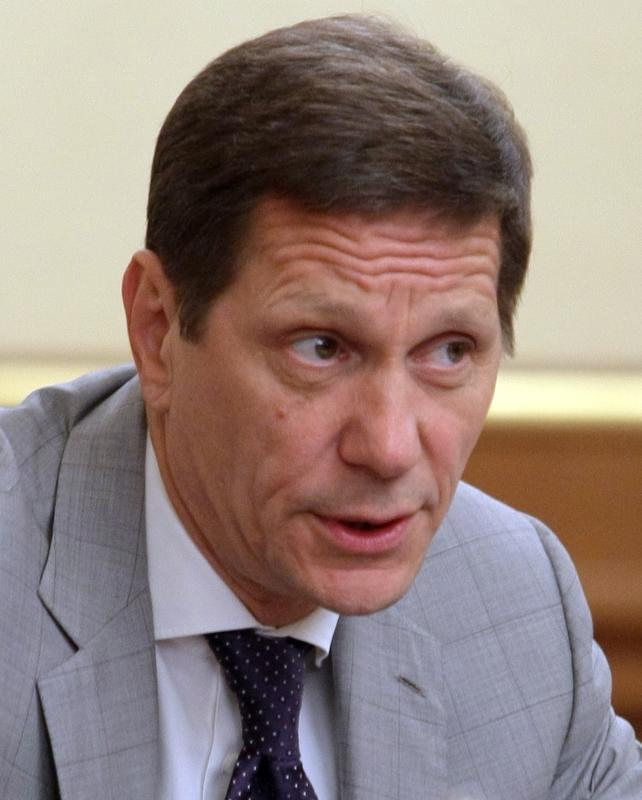
2011 год

Был вице-президентом и президентом (с 2003 по 16 ноября 2009) Российской шахматной федерации. Вспоминал, что шахматами всерьёз занимался с семи лет до окончания учёбы в университете. В годы обучения в МГУ получил звание кандидата в мастера спорта, затем дважды выполнил мастерские нормы, играл за сборную университета.
С мая 2006 по июль 2018 года — председатель попечительского совета Большого театра.
С 2019 года возглавляет Оргкомитет международного фестиваля интеллектуальных видов спорта «Сильные фигуры».

### Деятельность в рамках Олимпийского движения
В 2005-2007 годах был председателем Оргкомитета по поддержке выдвижения Сочи в качестве города кандидата на проведение XXII Олимпийских зимних игр и XI Паралимпийских зимних игр 2014 года.
В 2007 году был назначен председателем Наблюдательного совета Автономной некоммерческой организации «Организационный комитет XXII Олимпийских зимних игр и XI Паралимпийских зимних игр 2014 года в г. Сочи».
С 20 мая 2010 года являлся президентом Олимпийского комитета России, 29 мая 2014 года был переизбран на второй срок.
С 10 сентября 2013 года являлся членом Международного олимпийского комитета (МОК), в 2017 году членство было приостановлено.
В 2011-2014 годах был членом комиссии МОК по международным отношениям, в 2014-2015 годах председателем оценочной комиссии МОК по выбору столицы Олимпийских зимних игр 2022 года.
С 2016 года — председатель координационной комиссии МОК по ХХIV Зимним Олимпийским играм 2022 в Пекине (Китай).
В 2016 году назначен главой Координационной комиссии МОК по проведению XXIV Олимпийских зимних игр 2022 года.

## Семья
Потомок дворянского рода Жуковых. Отец — писатель Дмитрий Анатольевич Жуков, автор книг о протопопе Аввакуме, Сергии Радонежском, публикаций о В. В. Шульгине, сторонник консервативной идеологии. Свою мать Александр никогда не видел.
От брака с Екатериной Жуковой имеет сына. Сын — Пётр Жуков (род. 2 сентября 1982), совладелец и член наблюдательного совета московского банка «Унифин», который разорился и был лишён лицензии в феврале 2016 года. Пётр работал в Brunswick Capital, Brunswick UBS, UBS, Credit Suisse. Основал инвестиционный фонд Indigo Capital Partners (купил компанию). Жил в Нью-Йорке и Лондоне, теперь живёт в Москве, увлекается стрельбой, боксом и шахматами. В июне 2007 года лондонским районным судом Саутворк Пётр был приговорён к 14 месяцам тюрьмы и денежному штрафу (7500 фунтов) за жестокое избиение (у потерпевшего сломана скула, порезы на затылке, два сломанных ребра, распухшая челюсть, синяки на руках, плечах, груди и ногах, в больнице наложили пять швов на щёку и двадцать на нижнюю губу) британского банкира Бена Рэмси в июле 2006. Владелец квартиры и инициатор драки 27-летний Артём Дашко, который избивал пьяного британца (своего соседа) вместе с Петром Жуковым, признал себя виновным до суда и получил 18 месяцев тюрьмы со штрафом в 7500 фунтов. Причина строгости приговора Петра — за месяц до драки он получил официальное предупреждение от полиции за нападение на водителя такси, который пытался вытащить пьяного Петра из своей машины, когда того стошнило прямо на сиденье. Но адвокат Михаил Барщевский предполагал, что данное суровое решение суда может быть эмоциональной реакцией на отказ российских властей выдать Андрея Лугового. Сначала в аппарате вице-премьера Александра Жукова утверждали, что задержанный британской полицией не имеет никакого отношения к сыну вице-премьера.

«Я хорошо знаю Петра,— заявил Ъ помощник Александра Жукова Константин Войцеховский.— Он абсолютно спокойный, выдержанный и уравновешенный человек, весь в отца». По данным чиновника, разговор, скорее всего, идёт о тёзке сына вице-премьера. «Мало ли Жуковых в Лондоне? — спросил он.— Я лично знаю несколько человек». Господин Войцеховский сказал Ъ, что опорочить Петра Жукова, скорее всего, хотят некие политические враги его отца, которые и подбрасывают в СМИ «лондонскую сплетню».— http://www.kommersant.ru/doc/760235

## Сведения о доходах и собственности
Согласно официальным данным, доход Жукова с супругой за 2011 год составил 4,8 млн рублей. Семье принадлежат два земельных участка общей площадью более 11,8 тыс. квадратных метров, жилой дом и квартира.

## Увлечения
Увлекается футболом, играет за сборную Госдумы, болеет за московский «Спартак».